# Dehlaviyeh
Dehlaviyeh (en persan : دهلاویه) est un village à l’ouest de Soussanguerd, situé dans la  partie centrale de  Dasht-e Azadegan, de la province du Khuzestan,.
Ce village tomba aux premiers jours de la guerre Iran-Irak mais il est ensuite repris par l'Iran dans des combats où s'illustre Mostafa Chamran.